# Marcq (Ardennes)
Marcq település Franciaországban, Ardennes megyében. Lakosainak száma 89 fő (2022. január 1.). Marcq Chevières, Cornay, Saint-Juvin és Senuc községekkel határos.

## Népesség
A település népességének változása:
| Lakosok száma | 201  | 119  | 116  | 110  | 101  | 101  | 100  | 99   | 96   | 89   |
|               | 1968 | 1982 | 1990 | 2006 | 2013 | 2015 | 2017 | 2019 | 2020 | 2022 |